# 다카다촌 (아오모리현)
다카다촌(高田村)은 아오모리현 히가시쓰가루군에 있던 촌이다. 현재의 아오모리시에 해당한다.

## 연혁
- 1889년 4월 1일 - 정촌제 시행에 의해 히가시쓰가루군 다카다촌, 오다테촌, 이리우치촌, 오타니촌, 노자와촌, 오바타자와촌을 합병해, 다카다촌이 발족하였다.
- 1955년 1월 1일 - 아오모리시에 편입되어 소멸하였다.

## 참고문헌
- 『市町村名変遷辞典』東京堂出版、1990年。
- 『東奥年鑑』1950年版・1954年版